# سند تجاری
سند تجاری؛ سندی است که برای پرداخت وجه در راس موعد نزدیک یا در مدت معین کوتاه و محدود استفاده می‌شود در ماده ۱۲۸۴ قانون مدنی آمده‌است: «سند عبارت از هر نوشته‌ای است که در مقام دعوی یا دفاع قابل استناد باشد».
اسناد تجاری وسیله پرداخت نقدی و مدت دار در معاملات تجاری و عادی می باشند. از جمله اسنادی که به عنوان سند تجاری از آنها یاد می شود می توان به سفته و برات اشاره کرد.

## اسناد تجاری در معنای عام
اسناد تجاری در معنای عام، شامل هر سندی که در مبادلات بازرگانی، یعنی مبادلات ناشی از اعمال تجاری موضوع مواد 2 تا 5 قانون تجارت مصوب 1311 مورد استفاده قرار گرفته، می باشد. به طور مثال، می‌توان به چک، سفته، برات، اوراق سهام، اوراق قرضه، ضمانت نامه بانکی، بارنامه و سیاهه تجارتی اشاره کرد .

## اسناد تجاری در معنای خاص
منظور از اسناد تجاری به معنای خاص، اسنادی است که معرف کارکرد اصلی خود هستند. به عبارتی دیگر، همانطور که در مباحث پیشین مطرح گردید، اسنادی بوده که جانشین پول نقد در معاملات می گردند و معرف حق دینی حال یا با وعده می باشند. سه سند برات، سفته و چک از مصادیق بارز اسناد تجاری در معنای خاص آن هستند.

## اسناد مدرک پزشکی
برات، سفته، چک

## ویژگی های اسناد تجاری
شناخت اسناد تجاری از این جهت مهم است که قانونگذار در موارد مختلف برای اسناد تجاری خصوصیات و عملکردهای ویژه‌ای را در نظر گرفته که برای سایر اسناد عادی ممکن است موجود نباشند برخی از این ویژگی‌ها به حدی دارای اهمیت هستند که حتی در خصوص اسناد رسمی نیز چنین خصوصیات ای موجود نیست.

### شکل اسناد تجاری
قانونگذار در مقررات که در قانون تجارت برای خصوصیات شکلی اسناد تجاری در نظر گرفته است به ویژگی های این اسناد و شکل تحریر و تنظیم این اسناد اشاره نموده و اسنادی که دارای این خصوصیات و ویژگی ها باشند را می توان در زمره اسناد تجاری قرار داد.
مثلاً در ماده ۳۰۸ قانون تجارت شده است که سفته علاوه بر اینکه بایستی مهر یا امضای صادر کننده را داشته باشد باید تاریخ صدور تاریخ پرداخت و مبلغی که باید پرداخت شود با تمام حروف و نام گیرنده و نیز در آن ذکر شود و اگر این شرایط در صدور سفته رعایت نشود سفته جنبه سند تجاری بودن خود را از دست داده و به عنوان یک سند مدنی قابل استناد در دادگاه و مطالبه خواهد بود. همچنین  بر اساس قوانین موخر در خصوص چک گفته شده است که مهمترین رکنی که چک را به سند تجاری تبدیل می کند وجود محال علیه بانک  همچنین امضا در ذیل چک است.

### قابلیت انتقال سند تجاری
یکی دیگر از ارکان اساسی که در سند تجاری  وجود دارد و قانون گذاران را به رسمیت شناخته و مورد تاکید قرار داده است قابلیت نقل و انتقال اسناد تجاری می باشند. نقل و انتقال اسناد تجاری به دو صورت ممکن است اول به صورت قبض و اقباض(یعنی دادن و گرفتن)  و دوم به صورت ظهر نویسی.
1. انتقال سند تجاری از طریق قبض و اقباض: در خصوص اسناد تجاری که به صورت بی نام صادر شده و تعهد پرداخت نسبت به شخص کسی در آن ذکر نشده است مثلاً چکهای در وجه حامل یا سفته های در وجه حامل نقل و انتقال سند صرفاً با دادن آن از طرف ناقل به منتقل الیه  یعنی همان دست به دست شدن با رضایت صورت می پذیرد و تشریفات دیگری به جز رضایت طرفین برای آن لازم نیست.
2. انتقال سند تجاری از طریق ظهرنویسی (پشت نویسی): اما در خصوص اسناد دارای نام که نام دارنده در آنها ذکر شده است نقل و انتقال سند مستلزم ظهرنویسی و ذکر علت انتقال و تاریخ انتقال به شخص منتقل الیه می باشد. براین اساس اسنادی که به عنوان اسناد با نام شناخته می شوند از طریق ظهرنویسی و امضای پشت نویسی از طرف دارنده به منتقل الیه انتقال داده می‌شوند.

### ذکر طلب در سند تجاری
همانطور که گفته شد اسناد تجاری به خودی خود دارای مالیت و ارزش نمی باشند بلکه به نمایندگی از یک مال و یا یک طلب دارای ارزش می باشند. مثلاً برگه چک به خودی خود دارای ارزش نیست اما از آنجایی که نشان‌دهنده وجود مال از صادر کننده آن در نزد بانک یا محال علیه می باشد ارزش مالی می یابد. در سند تجاری باید میزان مالی که این سند از آن نمایندگی می‌کند و یا میزان طلبی که در بین طرفین سند وجود دارد به خوبی ذکر شود.

### شمول مرور زمان بر اسناد تجاری
مقرراتی که در قانون تجارت تنظیم شده است اسناد تجاری را پس از گذشت مدتی  معین مشمول مرور زمان قرار داده و پس از گذشت این مدت ها ویژگی های مخصوص سند تجاری را در مورد آنها قابل اعمال نمی داند.بر این اساس اگر شخصی دارنده سند تجاری باشد و در سند تجاری حقوقی را به خود اختصاص داده باشد اما برای مدت نسبتاً طولانی از مطالبه این حقوق و اجرای مفاد سند خود امتناع کند می توان فهمید که شخص از مزایای سند تجاری خود چشم پوشی کرده بر این اساس قانونگذار نیز در مقررات که در این باب تنظیم کرده است در ماده ۳۱۸ قانون تجارت مدت مرور زمان ۵ سال در خصوص دعاوی راجع به اسناد تجاری مشخص شده است.
البته مرور زمان نسبت به اسناد تجاری بدین معنی نیست که تعهد مندرج در سند تجاری به طور کلی از بین رفته و سند قابلیت استفاده خود را از دست داده است بلکه بدین معنی است که سند ویژگی های مخصوص سند تجاری خود را از دست داده و بایستی به عنوان یک سند عادی مدنی از طریق مربوط به مطالبه مفاد اسناد عادی مدنی مورد استفاده قرار بگیرد.

### ویژگی های مخصوص سند تجاری
- انتخاب دادگاه صالح: بر اساس مقررات قانون آیین دادرسی مدنی یکی از محل هایی که می‌تواند به عنوان  محل دادگاه صالح برای رسیدگی به موضوعات مربوط به اسناد تجاری  شناخته شود دادگاه محل  انجام تعهد سند تجاری می باشد.مثلا اگر شما سند تجاری در اختیار داشته باشید  صادر کننده آن مقیم شیراز باشد  اما گواهی عدم پرداخت آن از تهران صادر شده باشد شما می توانید برای مطالبه طلب خود به دادگاه تهران مراجعه  کنید و دیگر لازم نیست بر اساس مقررات  عمومی قانون آیین دادرسی مدنی، در محل اقامتگاه خوانده یعنی شیراز طرح دعوا کنید.
- صدور قرار تامین خواسته بدون نیاز به سپردن خسارت احتمالی:  همچنین ویژگی دیگری که برای سند تجاری در نظر گرفته شده است امکان توقیف اموال بدهکار سند تجاری از طریق تامین خواسته بدون سپردن تامین خسارت احتمالی می باشد. یعنی شخص دارنده سند تجاری میتواند از دادگاه بخواهد تا به میزان طلب اموال شخص صادر کننده سند تجاری را توقیف نماید بدون اینکه چیزی برای ضمانت به دادگاه بدهد.
- مسئولیت تضامنی: یکی از مهمترین ویژگی هایی که در مورد سن اسناد تجاری وجود دارد مسئولیت تضامنی  مسئولین سند تجاری است.  بدین معنی که اگر شما در سندی ای که در اختیار دارید چندین متعهد داشته باشید می توانید تمام طلب خود را از هر یک از متعهدین وصول نموده و کل طلب را از یکی  از آنها و یا چند تا از آنها دریافت نمایید.  این موضوع بر خلاف اسناد عادی مشمول قانون مدنی است که در صورتیکه متعهدین سند متعدد باشند از هر یک از آنها فقط به اندازه سهم آنها از بدهی را می توان مطالعه کرد.
- اصل استقلال امضاها: بر اساس این اصل هر یک از امضائات مندرج در سند تجاری مستقل از سایر امضائات و تعهدات دیگران به خودی خود دارای اعتبار بوده و نمی‌توان به اعتبار اینکه یکی از امضائات  فاقد وجاهت قانونی است از انجام تعهد نسبت به سایر طلبکاران سرباز زد.
- اصل مشغولیت ذمه: بر اساس این اصل همین که سند تجاری در دست دارنده آن موجود باشد نشان از طلب دارنده از متعهد سند می باشد و اصل بر وجود طلب است. این در حالی است که بر اساس مقرراتی که در ماده ۲۶۵ قانون مدنی ذکر شده است  اصل بر عدم تبرع می باشد و هرکس مالی را به دیگری بدهد بایستی پس بگیرد پس وجود دین بایستی اثبات شود. در حالی که در سند تجاری این موضوع برعکس است و وجود سند نشانه طلب می باشد.[۳]